# 비주얼보이어드밴스
비주얼보이어드밴스(영어: VisualBoyAdvance, VBA)는 슈퍼 게임보이와 슈퍼 게임보이 2를 포함하여 게임보이, 게임보이 컬러, 게임보이 어드밴스 핸드헬드 게임 콘솔의 자유 에뮬레이터이다. 윈도우 플랫폼용 DirectX 버전뿐 아니라 플랫폼 독립적인 그래픽스 라이브러리 SDL에 기반한 버전도 존재한다. 리눅스, BSD, 맥OS, BeOS를 포함한 다양한 운영 체제를 지원한다. 비주얼보이어드밴스는 또한 아미가OS 4, AROS, 게임큐브, Wii, 웹OS, 준 HD에도 이식되었다.

## 역사
비주얼보이어드밴스 프로젝트는 포가튼(Forgotten)에 의해 시작되었다. 이 사람이 에뮬레이터 개발을 포기하였을 때 이 프로젝트는 포가튼의 형제가 이끄는 "VBA 팀"이라는 이름의 팀으로 넘겨졌다. 2004년 1.8.0 베타 3을 기점으로 오리지널 비주얼보이어드밴스의 개발은 중단되었으며, 비주얼보이어드밴스-M과 같은 수많은 분기 버전들이 수년에 걸쳐 다양한 개발자들에 의해 만들어지고 있다.

## 비주얼보이어드밴스-M
비주얼보이어드밴스-M(VisualBoyAdvance-M, VBA-M)은 현재는 개발이 중단된 비주얼보이어드밴스 프로젝트의 개선된 분기판으로서, 최신의 코드 베이스를 유지보수하는 것뿐 아니라 여러 기능들을 추가하고 있다. 비주얼보이어드밴스가 2004년 개발이 중단된 이후 VBALink와 같은 여러 분기판들이 등장하였으며 사용자들이 2개의 게임보이 장치들의 연결을 에뮬레이트할 수 있게 하였다. 최종적으로 VBA-M이 만들어지면서 여러 분기판들을 하나의 코드베이스로 통합되었다.